# Dulcie Gray
Dulcie Gray, pseudonimo di Dulcie Winifred Catherine Bailey (Kuala Lumpur, 20 novembre 1915 – Hillingdon, 15 novembre 2011), è stata un'attrice, cantante e scrittrice britannica.

## Biografia
Nata nell'attuale Malaysia, si è trasferita definitivamente a Wallingford, in Inghilterra, dopo la morte del padre. Nel 1939 si è sposata con l'attore Michael Denison, al quale è rimasta legata fino alla morte di lui (avvenuta nel 1998). Appassionata collezionista di farfalle, lavorò in teatro dedicandosi anche alla scrittura di libri gialli.
Nel 1983 è stata nominata CBE, Commendatore dell'Ordine dell'Impero Britannico.
Nella seconda metà degli anni 80 ha partecipato alla serie TV Howards' Way. 
È morta all'età di 95 anni.

## Filmografia parziale

### Cinema
- Two Thousand Women, regia di Frank Launder (1944)
- La Madonna delle sette lune (Madonna of the Seven Moons), regia di Arthur Crabtree (1945)
- A Place of One's Own, regia di Bernard Knowles (1945)
- They Were Sisters, regia di Arthur Crabtree (1945)
- Un delitto nella notte (Wanted for Murder), regia di Lawrence Huntington (1946)
- Carnefice di me stesso (Mine Own Executioner), regia di Anthony Kimmins (1947)
- Vendetta nel sole (A Man About the House), regia di Leslie Arliss (1947)
- La famiglia Dakers (My Brother Jonathan), regia di Harold French (1948)
- La montagna di cristallo (The Glass Mountain), regia di Henry Cass (1949)
- Quinta squadriglia Hurricanes (Angels One Five), regia di George More O'Ferrall (1952)
- M 5 codice diamanti (A Man Could Get Killed), regia di Ronald Neame e Cliff Owen (1966)

### Televisione
- Douglas Fairbanks, Jr., Presents (1954) - 2 episodi
- Crown Court (1973)
- In due s'indaga meglio (Agatha Christie's Partners in Crime) (1983) - 1 episodio
- Howards' Way (1985-1990)
- Racconti di mezzanotte (Tales from the Crypt) (1996) - 1 episodio